# Francesco Landini
Francesco Landini (også Francesco Landino; ca. 1325 i Fiesole ved Firenze – 2. september 1397 i Firenze)  var en florentinsk komponist og organist, sanger, poet og instrumentmager; en populær komponist i anden halvdel af 1300-tallet.

## Liv og virke
En koppesygdom gjorde Francesco Landini blind i barndommen. Han vendte sig til musikken og beherskede flere instrumenter ud over orgel, for eksempel lut, og han sang, skrev poesi og komponerede. Ifølge biografen Villani (Filippo Villani ?) beskæftigede Landini sig også med astrologi, etik og filosofi. Han var ansat som organist ved Santa Trinità-klosteret i Firenze, og 1365-1397 organist og kapellan ved San Lorenzo-kirken i Firenze.

## Værk
Der er bevaret over 150 værker efter ham, tolv to- og trestemmige madrigaler, en caccia (it. for kanon ?), mere end 140 ballater og nogle få messer. Man antager at Landini skrev teksten til mange af sine værker.
Landini-værker findes i følgende manuskripter:
- Codex Panciatichiano (f.1-50)
- Codex Reina
- Codex Squarcialupi